# Марион
Марион е по-големият от двата основни острова на студения субантарктически архипелаг Принц Едуард. Той е от вулканичен произход на около 1,5 млн. години.

Остров Марион е дълъг 19 km и широк 12 km с площ от 290 km² и брегова ивица от 72 km, по-голямата част от която е съставена от високи скали.

Климатът е хладен, влажен, изобилстват бури и валежи. Средната лятна температура варира между 5 °С и 10,5 °С, а зимната – между 1 °С и 6 °С.

От 1947 г. островът се управлява от Южноафриканската република.

Най-високият планински връх от вулканичния хребет се издига на 1230 m. Планините с височина над 1000 m са покрити целогодишно със сняг. Във влажната и обрасла с растения низина гнездят над 2 млн. морски птици. От първоначалните видове растения се наброяват 15 цветни растения, между които антарктическата ливадина „Роа cookii“, други треви – „Azorella“ и „Acaena“. Срещат се 13 вида пренесени треви, сред които „Роа annua“ и плевели.

На остров Марион живеят, донесени в миналото от ловците на тюлени, домашни мишки и около 2000 котки. Първите диви котки се срещат през 1951 г. През 1973 г. броят на подивелите котки се определя на 1000 – 1500, а през 1975 г. на над 2000 екземпляра (храната им за една година се състои от около 450 000 подземно гнездещи буревестника). За борба срещу тях през 1977 г. бил разпространен вирусът на цялостната левкопения. Така през 1980 г. била снижена популационната гъстота на котките. Тя спада от осем на две животни на квадратен километър.